# Uno (sång)
Uno är det brittiska rockbandet Muses första singel. Den släpptes 1999.